# Carl Otto Lampland
Carl Otto Lampland (29 de dezembro de 1873 - 14 de dezembro de 1951) foi um astrônomo americano. nascido em Hayfield, Minnesota. Formou-se em astronomia pela Universidade de Indiana em 1902, obtendo o grau de mestre quatro anos mais tarde, e tornando-se doutor honorário em 1930. Começou a trabalhar no Observatório Lowell em 1902, estando intimamente ligado a Percival Lowell em busca do planeta X.
Construiu telescópios e projetou câmeras para astrofotografia. Projetou, inclusive, um termopar para medir temperaturas em outros planetas. Ganhou a medalha da Royal Photographic Society pela câmera que ele projetou para o telescópio de 23 polegadas de abertura de Alvan Clark.
Em colaboração com William Coblentz, mediu as diferenças do dia e da noite marciana, concluindo que a atmosfera daquele planeta era tênua. Descobriu o asteroide 1604 Tombaugh. A cratera lunar "Lampland" e o asteroide 1767 Lampland foram batizados em sua homenagem.